# Estado de anillo vorticial

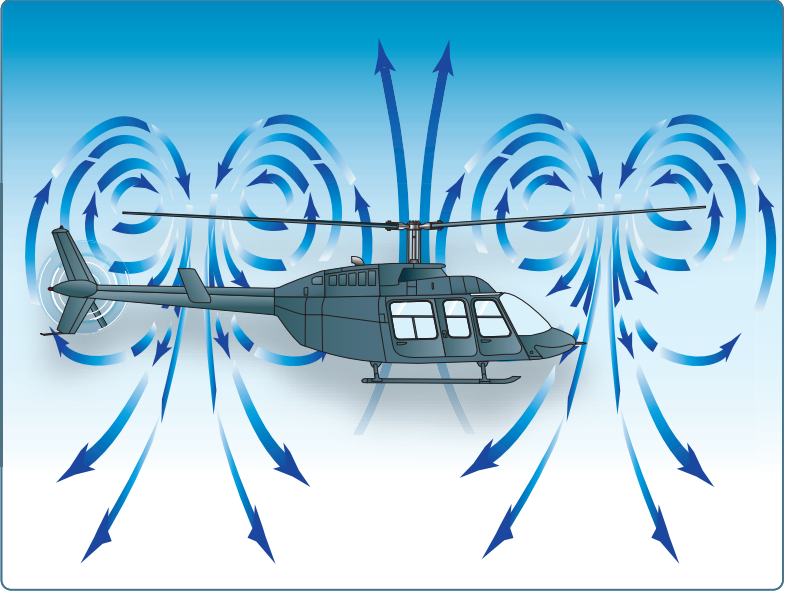
Estado de anillo vorticial, en el que el flujo de aire es ascendente en la sección interior de la pala, produciendo un vórtice secundario además de los vórtices normales de la punta del ala. El flujo de aire turbulento provoca una pérdida de eficiencia del rotor. Si se permite que continúe, pueden producirse oscilaciones no controladas de cabeceo y balanceo, con una gran velocidad de descenso.

El estado de anillo vorticial (VRS) es una condición aerodinámica peligrosa que puede surgir en el vuelo de un helicóptero, cuando un sistema de anillo vorticial envuelve el rotor, provocando una pérdida grave de sustentación. A menudo, el término «estabilización con potencia» se utiliza como sinónimo, por ejemplo, en Australia, el Reino Unido y los Estados Unidos, pero no en Canadá, que utiliza este último término para un fenómeno diferente.
Se produce un estado de anillo vorticial cuando el flujo de aire alrededor del rotor principal de un helicóptero adopta una forma rotacionalmente simétrica sobre las puntas de las palas, sostenida por un flujo laminar sobre las puntas de las palas y un flujo ascendente contrario de aire fuera y lejos del rotor. En esta condición, el rotor entra en un nuevo estado topológico del campo de flujo circundante, inducido por su propia corriente descendente, y pierde repentinamente la sustentación. Dado que los anillos vorticiales son un fenómeno fluidodinámico sorprendentemente estable (una forma de solitón topológico), la mejor manera de recuperarse de ellos es alejarse lateralmente para restablecer la sustentación y romperlos utilizando la máxima potencia del motor para generar turbulencia.
Esta es también la razón por la que esta condición se confunde a menudo con «estabilización con potencia insuficiente»: las maniobras de alta potencia pueden inducir un estado de anillo vorticial en aire libre y, a continuación, a baja altitud, en condiciones de aterrizaje, romperlo. Si no se dispone de potencia suficiente para mantener el perfil aerodinámico del rotor en una condición de pérdida, mientras se genera suficiente sustentación, la aeronave no podrá mantenerse en el aire antes de que se disipe el estado de anillo vorticial y se estrellará.
Esta condición también se produce con los tiltrotores y fue la causa de un accidente en el que se vio involucrado un V-22 Osprey en 2000. El estado de anillo vorticial provocó la pérdida de un helicóptero MH-60 muy modificado durante la Operación Neptune Spear, la incursión de 2011 en la que murió Osama bin Laden.

## Descripción

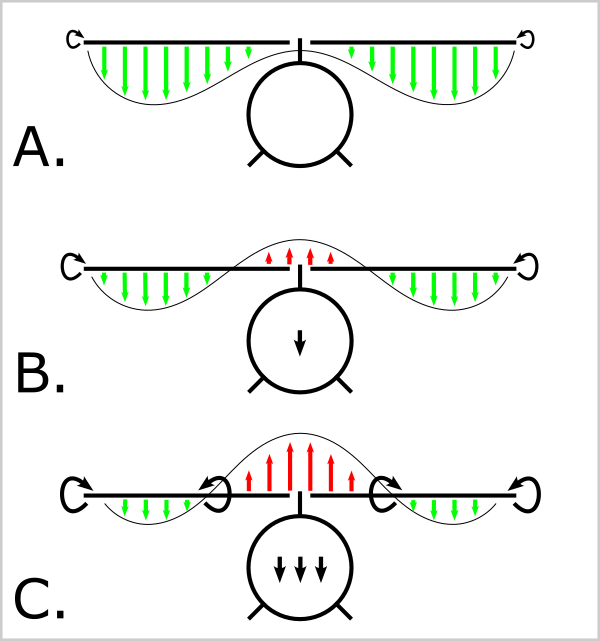
Flujo de aire en vuelo normal (A), en descenso rápido (B) y VRS (C)

Debido a que las palas giran alrededor de un eje central, la velocidad de cada perfil aerodinámico es menor en el punto donde se conecta al conjunto del cubo y el agarre. Esta realidad física fundamental significa que la parte más interna de cada pala tiene una vulnerabilidad inherente al estancamiento. En el vuelo hacia adelante con ascenso traslacional, no hay flujo ascendente de aire en la zona del cubo. A medida que disminuye la velocidad de avance y aumentan las tasas de descenso vertical, se inicia un flujo ascendente simplemente porque no hay superficies aerodinámicas en la zona del cubo, el mástil y el conjunto del agarre de la pala.
A continuación, a medida que aumenta el volumen del flujo ascendente en la región central (es decir, entre el cubo y los bordes más internos de los perfiles aerodinámicos), se supera el flujo inducido (aire arrastrado o «inducido» hacia abajo a través del sistema rotor) de las secciones internas de las palas. Esto hace que las partes más internas de las palas comiencen a estancarse. A medida que las secciones internas de las palas se detienen, comienza a formarse un segundo conjunto de vórtices, similares a los vórtices de la punta del rotor, en el centro del sistema rotor y alrededor de él. Esto, combinado con el conjunto externo de vórtices, provoca una pérdida grave de sustentación. Si el piloto del helicóptero no reconoce esta situación y no reacciona, se pueden producir altas velocidades de descenso y un impacto catastrófico contra el suelo.

### Ocurrencia
Un helicóptero normalmente se encuentra en esta situación cuando intenta mantenerse en vuelo estacionario fuera del efecto suelo (OGE) sin mantener un control preciso de la altitud, y mientras realiza aproximaciones con viento en contra o pronunciadas, con motor, cuando la velocidad aerodinámica es inferior a la sustentación traslacional efectiva (ETL).

### Detección y corrección
Los signos del VRS son una vibración en el sistema del rotor principal seguido de un aumento de la velocidad de descenso y, posiblemente, una disminución de la autoridad cíclica.
En los helicópteros de rotor único, el estado de anillo vorticial se corrige tradicionalmente bajando ligeramente el colectivo para recuperar el mando cíclico y utilizando el control cíclico para aplicar un movimiento lateral, a menudo inclinando el morro hacia abajo para establecer el vuelo hacia adelante. En los helicópteros de rotores en tándem, la recuperación se logra mediante la entrada lateral cíclica o del pedal, o ambas. La aeronave saldrá del anillo vorticial y entrará en «aire limpio», pudiendo recuperar la sustentación.
Una alternativa, la técnica de recuperación de Vuichard, reduce la pérdida de altitud y permite recuperarse más rápidamente. Desarrollada por Claude Vuichard, inspector de la Oficina Federal de Aviación Civil de Suiza, esta técnica, muy popular últimamente, utiliza el empuje del rotor de cola no afectado para desviar lateralmente, mover lateralmente sin girar el helicóptero al menos un diámetro del rotor. Se puede considerar como la maximización del empuje lateral del rotor de cola y el equilibrio con el cíclico y el colectivo para evitar la rotación, pero como el rotor principal responde más lentamente a los controles, en realidad se realiza en el orden contrario: aumentar el colectivo para aumentar la potencia de ascenso y aplicar el cíclico en la dirección del empuje del rotor de cola (como si se girara en sentido contrario a la rotación del rotor principal) hasta un ángulo de inclinación de 15-20°, todo ello mientras se utilizan los pedales para mantener el rumbo (controles cruzados). La recuperación se completa cuando el disco del rotor alcanza la parte del vórtice situada contra el viento. 

### Salir del estado de anillo vorticial
Es posible salir del estado de anillo vorticial, pero para ello se necesita aproximadamente el doble de la potencia necesaria para mantenerse en vuelo estacionario. Solo un helicóptero a escala real, el Sikorsky S-64 Skycrane, ha demostrado ser capaz de hacerlo, sin carga. 

## Reacción del piloto u operador
A los pilotos de helicópteros se les enseña habitualmente a evitar el VRS controlando sus velocidades de descenso a velocidades aéreas más bajas. Cuando se encuentran con el VRS, se les enseña a aplicar el cíclico hacia delante para salir de la situación y/o a bajar el paso colectivo. Aunque la transición al vuelo hacia delante o lateral aliviará la situación por sí sola, bajar el colectivo para reducir la demanda de potencia disminuye el tamaño de los vórtices y reduce el tiempo necesario para salir de la situación. Sin embargo, dado que la situación se produce a menudo cerca del suelo, bajar el colectivo puede no ser una opción; se producirá una pérdida de altitud proporcional a la velocidad de descenso desarrollada antes de iniciar la recuperación. En algunos casos, se produce un estado de anillo vorticial y se permite que avance hasta el punto en que el piloto puede perder gravemente el control cíclico debido a la interrupción del flujo de aire. En estos casos, el único recurso del piloto puede ser entrar en autorrotación para liberar el sistema rotor de su estado de anillo vorticial.

### Helicópteros con rotores en tándem
En un helicóptero de rotores en tándem, el cíclico hacia delante no detendrá la velocidad de descenso causada por el VRS. En un helicóptero de este tipo, que utiliza el paso colectivo diferencial para ganar velocidad aerodinámica, las entradas cíclicas laterales deben ir acompañadas de entradas de pedal para salir horizontalmente del aire perturbado por el estado de anillo vorticial.

### Multirrotores con control por radio
Los multirrotores con radiocontrol (comunes en los drones) están sujetos a la aerodinámica normal de los helicópteros, incluido el estado de anillo vorticial. El diseño del chasis, el tamaño y la potencia influyen en la probabilidad de entrar en este estado y de recuperarse de él.
Los multirrotores que no disponen de mantenimiento de altitud también son más propensos a sucumbir a los errores del operador, que puede hacer descender la aeronave demasiado rápido, lo que provoca una corriente ascendente en los cubos de los rotores que puede conducir al estado de anillo vorticial. Por otro lado, los que están equipados con esa función tienden a controlar su descenso automáticamente y suelen (aunque no siempre) escapar de la situación peligrosa.